# Alina

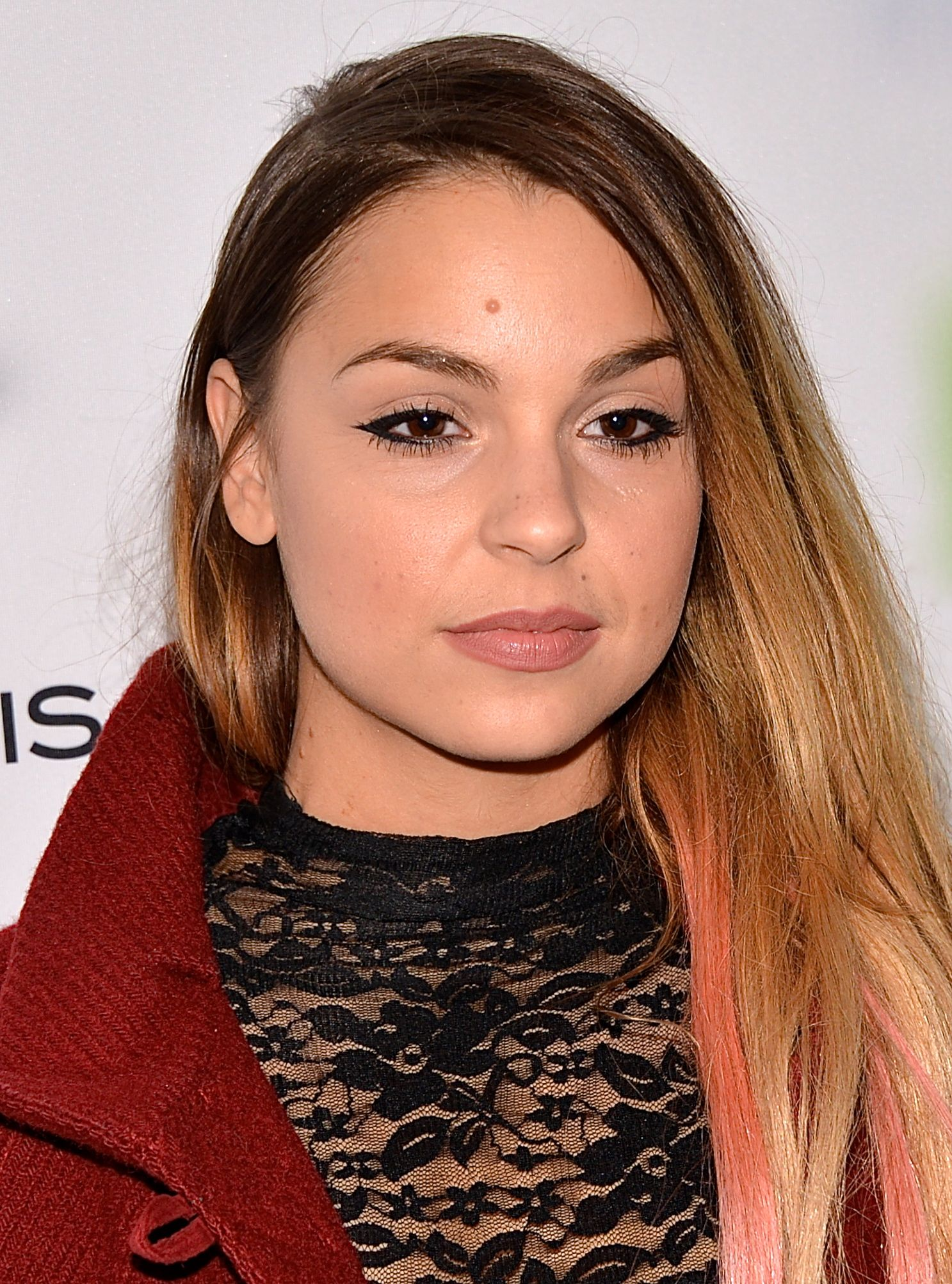
Alina Devecerski

Alina är ett kvinnonamn, en kortform av namn som Adelina och Karolina. Det kan också vara en feminin form av det arabiska mansnamnet Ali eller en slavisk form av namnet Helena. Namnet har använts i Sverige sedan år 1820.
En variant av namnet är Aline som är en kortform av Adeline och Karoline.
Den 31 december 2014 fanns det totalt 2 678 kvinnor folkbokförda i Sverige med namnet Alina, varav 1 644 bar det som tilltalsnamn. Motsvarande siffror för Aline var 711 respektive 336.
Namnsdag i Sverige: saknas, men ägde  1986–1993 rum 13 februari). I den finlandssvenska namnsdagslängden har Alina namnsdag 22 april sedan starten 1929, då en egen namnsdagskalender togs i bruk för finlandssvenskar, med en paus 1949–1994.

## Personer med namnet Alina
- Alina Astafei, tysk friidrottare
- Alina Cojocaru, rumänsk ballerina
- Alina Devecerski, svensk sångerska
- Alina Eremia, rumänsk artist
- Alina Forsman, finländsk skulptör
- Alina Frasa, finländsk ballerina
- Alina Ivanova, rysk friidrottare
- Alina Hrosu, ukrainsk sångerska
- Alina Jägerstedt, svensk politiker
- Alina Kabajeva, rysk gymnast

## Personer med namnet Aline
- Aline Grönberg, finländsk affärskvinna
- Aline Lahoud, libanesisk sångerska
- Aline de Lima, brasiliansk sångerska
- Aline Magnusson, svensk skulptör
- Aline Terry, amerikansk tennisspelare
- Aline Zeler, belgisk fotbollsspelare